# Flaunt It
| Оценки критиков | Оценки критиков |
| Источник        | Оценка          |
| --------------- | --------------- |
| AllMusic        | [ 1 ]           |

Flaunt It — дебютный альбом британской группы Sigue Sigue Sputnik.
В современной рецензии на сайте AllMusic критик Барт Билмиар высоко отзывается об альбоме и даёт ему 4,5 звёздочки из 5. Свою рецензию он заключает словами:
К концу Flaunt It немного выдыхается, но это только потому, что оставшимся трём трекам выпадает почти невыполнимая задача тягаться с самым экстремальным/экстравагантным из всех экстремальных/экстравагантных рок-н-роллов, что мир когда-либо слышал. Sigue Sigue Sputnik преуспели в своей попытке создать величайшую рок-н-ролльную фантазию, полную неистовых, футуристических образов, которые были карикатурными, но (если вы слушали достаточно внимательно) часто (к удивлению) хотели что-то сказать.

## Список композиций
Все песни написаны Энтони Джеймсом, Мартином Дегвилем и Нилом Уитмором, кроме «Atari Baby» и «Massive Retaliation», которые написаны Энтони Джеймос, Мартином Дегвилем, Нилом Уитмором и Джорджо Мородером.

### Сторона 1
1. «Love Missile F1-11 (Re-Recording Part II)» (3:49)
2. «Atari Baby» (4:57)
3. «Sex-Bomb-Boogie» (4:48)
4. «Rockit Miss U·S·A» (6:08)

### Сторона 2
1. «21st Century Boy» (5:10)
2. «Massive Retaliation» (5:02)
3. «Teenage Thunder» (5:17)
4. «She’s My Man» (5:37)